# Spyros Skouras
Spyros Skouras Panagiotis, in greco Σπύρος Σκούρας (Skourochori, 28 marzo 1893 – Mamaroneck, 16 agosto 1971), è stato un produttore cinematografico greco naturalizzato statunitense, presidente della 20th Century Fox dal 1942 al 1962.

## Biografia
Nasce in una modesta famiglia greca; il padre pastore di pecore. Con i fratelli emigra negli Stati Uniti nel 1910, ed assieme aprono uno dei primi Nickelodeon della città. Negli anni il crescente successo dello spettacolo cinematografico consente alla famiglia Skouras di ampliare la propria offerta nell'intrattenimento al pubblico, con l'apertura di decine di locali. Durante la grande depressione l'attività viene venduta alla Warner Bros., mentre Spyros ne assume la direzione generale nel settore dei circuiti teatrali. Nel 1932 si dimette dall'incarico e con i fratelli assume la direzione della Fox Film Corporation, accorpandola successivamente alla Twentieth Century Pictures e divenendo, nel 1942, presidente della 20th Century Fox. 

## Riconoscimenti
- David di Donatello
  - 1958: Targa d'oro